# Апикотомија
Апикотомија представља хируршку процедуру у стоматологији којом се уклања врх корена зуба, заједно са патолошким процесом који се на њему налази (циста, гранулом и сл). Примењује се уколико зуб није могуће излечити конзервативном терапијом и обично се изводи у локалној анестезији. Апикотомија у највећем броју случајева представља потпуно успешан поступак којим се санира патолошка промена, спречава рецидив и самим тим избегава вађење оболелог зуба.

## Индикације и контраиндикације
Индикације за овај хируршки захват су:
- јасно ограничени процеси на врху зуба већих димензија;
- екстремне повијености канала корена, које онемогућавају ендодонтско лечење зуба;
- заломљени канални инструменти (игле) при врху канала корена;
- потиснут материјал са којим се пуни канал корена у предео око врха корена зуба;
- прелом врха корена зуба;
- потреба лечења процеса на више зуба у једној сеанси.

Контраидикације за извођење апикотомије се могу поделити на опште и локалне. Опште контраиндикације се односе на присуство различитих системских обољења: лоше опште здравствено стање пацијента, акутне инфективне болести и екстремно уплашени и нервозни пацијенти. Ове контраиндикације су углавном релативног карактера, јер се могу кориговати. 
Локалне контраиндикације су: акутна обољења десни, тешке форме пародонтопатије, велика ресорпција виличне кости, лоша орална хигијена, као и наслаге и зубни каменац.

## Постоперативни период
Након операције и попуштања анестезије јављају се болови, због чега се пацијентима препоручују одговарајући аналгетици. Обично се јавља и умерен оток у оперисаном пределу, али је он пролазног карактера и не захтева примену антибиотика уколико не дође до накнадног развоја инфекције.